# Valve Corporation
Valve Corporation, također poznat kao Valve Software ili jednostavno Valve, američka je tvrtka za razvoj, izdavač i digitalna distribucijska tvrtka sa sjedištem u Bellevueu, Washington. To je programer platforme za distribuciju softvera Steam i Half-Life, Counter-Strike, Portal, Day of Defeat, Team Fortress, Left 4 Dead i Dota.
Valve su 1996. osnovali bivši Microsoftovi zaposlenici Gabe Newell i Mike Harrington. Njihov debitantski proizvod, PC pucanja igra Half-Life, objavljen je 1998. godine s kritikom i komercijalnim uspjehom, nakon čega je Harrington napustio tvrtku. 2003. godine Valve je pokrenuo "Steam", koji je do 2011. imao oko polovine prodaje digitalnih PC igara. 
Do 2012. godine Valve je zapošljavao oko 250 ljudi i navodno je vrijedio više od 3 milijarde američkih dolara, što ga čini najprofitabilnijom kompanijom po zaposlenom u Sjedinjenim Državama. U 2010-ima, Valve je počeo razvijati hardver, poput Steam Machine, marke računarskih igara za igranje, kao i slušalice za virtualnu stvarnost HTC Vive i Valve Index.